# Valle dell'Oreto
La Valle dell'Oreto è una vallata presente nella zona sud di Palermo. Coincide con il bacino del fiume Oreto ed è compresa entro i confini della Conca d'Oro. 

## Geografia fisica
La valle ha un andamento da sud a nord, con una lunghezza di circa 20 km al netto di 6 km di larghezza media, iniziando nella periferia meridionale della città e terminando la sua corsa sul golfo di Palermo, posto nel mar Tirreno. Risulta essere stata creata dall'erosione dovuta alla presenza del fiume Oreto, il cui corso d'acqua era originariamente lungo 24 km, con una superficie del bacino idrografico estesa per 111 km². La costruzione del canale di Boccadifalco nel 1932 ha portato l'aumento della superficie del bacino a 136 km², poiché in esso sono stati fatti confluire un corso d'acqua del fiume Papireto e uno del fiume Kemonia. L'alto bacino presenta una forte ramificazione, mentre il medio e basso corso contano uno scarso numero di affluenti.

## Storia
La valle dell'Oreto, come il resto del bacino idrografico della Conca d'Oro, si configurava come un territorio estremamente fertile per la ricchezza d'acqua. L'edificazione intensiva e in certi casi incontrollata avvenuta ai lati del fiume Oreto tra la fine degli anni '50 e gli anni '60 hanno reso il corso d'acqua insalubre e l'intera valle ha subito un deturpamento ambientale a causa del notevole ridimensionamento delle zone verdi in favore di nuove costruzioni. 

## Progetti futuri
La facoltà di architettura dell'Università degli studi di Palermo ha stilato diversi progetti che prevedono la valorizzazione ambientale della valle.